# Ion Popescu-Gopo
Ion Popescu-Gopo (1923 - 1989) est un peintre caricaturiste, créateur de dessins animés et cinéaste roumain. C'est lui qui jette les bases de l'animation dans les studios de films roumains. Son pseudonyme GOPO vient d'une combinaison du nom de jeune fille de sa mère, Gorenco, et du nom son père, le peintre Constantin Popescu.

## Biographie

### Débuts
Il est né à Bucarest, en Roumanie, le 1er mai 1923. Il commence ses études à l'Université nationale d'art de Bucarest, mais ne les finit pas. Il suit ensuite un cours à Moscou qu'il finit, cette fois. Ion Popescu Gopo fait son début en 1939, dans la presse, en publiant des caricatures, comme d'ailleurs à l'époque les fondateurs de l'animation en Roumanie : les dessinateurs Aurel Petrescu et Marin Iorda. Son début dans le film d'animation sera en 1949, aux côtés de son père et de Matty Aslan, avec le court métrage animé Punguța cu doi bani (Petite Bourse aux Pièces d'Or). 

### Films d'animation
Les premiers dessins animés de Ion Popescu-Gopo sont aux formes zoomorphes et des fables éducatives dans l'esprit de l'époque ; il commence à travailler dans le cadre de la section des films animés du Studio Cinématographique Bucarest en 1950.
Ses premiers films datent de 1951 : Rățoiul neascultător (Un drôle de caneton) Albina și porumbelul (l'Abeille et la Colombe) Doi iepurași (1952) (Deux Petits Lapins), Marinică (1953), O muscă cu bani (1954), Șurubul lui Marinică, Ariciul răutăcios (1955), Galateea (1957).
En 1956, Gopo fait remarquer son esprit non conformiste avec la création d'un nouveau personnage, qui vient à l'encontre des influences de Walt Disney : le petit bonhomme nu de Gopo. Tracé en quelques lignes, d'une simplicité étonnante, sans technique évoluée et avec une grande économie de couleurs, le petit bonhomme asexué interprète d'une manière complète les problèmes complexes du monde contemporain.
Le petit bonhomme est toujours en quête de réponses sur le monde qui l'entoure.
Son premier et plus grand succès est la Palme d'or du court-métrage au Festival de Cannes 1957, pour Courte Histoire : la découverte de la planète.
En 1958, il obtient le Grand Prix pour le meilleur film d'animation au Festival de Tours ; en 1977 Ecce homo ! est apprécié moyennement par les critiques ce qui mène l'artiste à abandonner le petit bonhomme pour un moment.
En forme d'hommage, à partir de 2007, les récompenses du cinéma roumain reprennent l'idée du personnage créé par Ion Popescu, et adoptent le nom de "Gopo". La statuette dorée, inspirée de l'Oscar, représente le petit homme chauve.

### Films live
En parallèle des films d'animation, Gopo commence faire aussi des films avec des acteurs à partir de 1956 Fetița mincinoasă, en tant que scénariste et réalisateur de film.
Même si ses films n'ont pas un mérite artistique spécial, il est toutefois un des pionniers du film roumain, en abordant dans ses films des thèmes variés et nouveaux pour cette époque, comme la science-fiction (On a volé une bombe), les contes de fées, des parodies de science-fiction (1963 - Pași spre Lună, 1975 - Comedia fantastică)
Il est aussi acteur, dans ses propres films Faust XX, Galax, Rămășagul, O zi la București, mais aussi dans d'autres films comme: O noapte de pomină (1939) ou Dimitrie Cantemir (1973).

### Fin de carrière
Il a été élu vice-président de l'Association Internationale du film d'Animation, président de l'Association des Cinéastes Roumains (1969-1989) et directeur de la section film dans le cadre de l'Organisation mondiale de la santé.
Il meurt le 29 novembre 1989 d'une attaque cardiaque.

## Prix internationaux
- Palme D'Or à Cannes en 1957
- Festival de Tours; en 1977 Ecce homo!

## Filmographie
En tant que réalisateur :
- 1951 : Albina si porumbelul
- 1951 : Rățoiul neascultător
- 1952 : 2 iepurași
- 1953 : Marinică
- 1954 : O muscă cu bani
- 1955 : Șurubul lui Marinica
- 1955 : Ariciul răutăcios
- 1956 : Fetița mincinoasă
- 1957 : Histoire courte (Scurtă istorie) -première animation roumaine ayant un prix au festival de Cannes 1957
- 1957 : Galateea
- 1958 : Sapte arte
- 1959 : O poveste obișnuită… o poveste ca în basme
- 1960 : Homo Sapiens
- 1961 : S-a furat o bombă (On a volé une bombe)
- 1962 : Alo, Hallo!
- 1963 : Pași spre lună (Des pas sur la lune)
- 1965 : De-aș fi... Harap-Alb
- 1966 : Faust XX
- 1967 : De trei ori București
- 1967 : Orașul meu
- 1967 : Pământul oamenilor
- 1967 : Pilule II
- 1968 : Sancta simplicitas
- 1969 : Eu + Eu = Eu
- 1969 : Sărutări
- 1972 : Clepsidra
- 1975 : Unu, doi, trei...
- 1975 : Comedia fantastică
- 1976 : Povestea dragostei
- 1976 : Study Opus 1 - Man
- 1977 : Ecce Homo
- 1977 : Infinit
- 1979 : Trei mere
- 1981 : Maria Mirabela
- 1982 : Quo vadis homo sapiens?
- 1984 : Rămășagul
- 1984 : Galax - omul păpușă
- 1985 : Ucenicul vrăjitor
- 1989 : Maria și Mirabela în Tranzistoria

Scénariste
- 1955 : Șurubul lui Marinică
- 1977 : Povestea dragostei
- 1989 : Maria și Mirabela în Tranzistoria

Acteur
- 1973 : Dimitrie Cantemir : Petru cel Mare
- 1981 : Maria Mirabela : Moș Timp